# Joost J. Oppenheim
Joost Joe Oppenheim (* 11. August 1934 in Venlo) ist ein US-amerikanischer Immunologe. Er gilt als einer der führenden Experten für Zytokine.
Oppenheim studierte Medizin am Columbia College of Physicians and Surgeons der Columbia University in New York City mit dem Bachelorabschluss 1958 und dem M.-D.-Abschluss 1960. Danach absolvierte er seine klinische und Facharztausbildung am King County Hospital in Seattle (Internship 1960/61) und University of Washington Hospital (Assistant Medical Resident, 1961–62) und ging 1962 ans National Cancer Institute in Bethesda (Maryland). Nach kurzem Post-Doc Aufenthalt an der University of Birmingham war er 1966 bis 1969 im Labor für Biochemie des National Institute of Dental Research der National Institutes of Health (NIH) und ab 1970 Leiter der Abteilung zelluläre Immunologie des NIH. Ab 1983 war er Leiter des Labors für zellulare Immunregulation am National Cancer Institute (NCI) der NIH in Frederick (Maryland).
1987 erhielt er den Avery-Landsteiner-Preis und den Marie T. Bonazinga Research Award und 1982 den Ferdin-und-Von-Hebra-Preis.
Ab 1994 war er Herausgeber des Journal of Leukocyte Biology. Er ist Fellow der American Academy of Microbiology und der American Association of Immunologists.

## Schriften
- Herausgeber mit Marc Feldmann Cytokine Reference: a compendium of cytokines and other mediators of host defense, 2 Bände, Academic Press 2001
- Herausgeber mit Jeffrey L. Rossio, Andrew J. H. Gearing Clinical applications of cytokines: role in pathogenesis, diagnosis, and therapy, Oxford University Press 1993
- Herausgeber mit Ethan M. Shevach Immunophysiology: the role of cells and cytokines in immunity and inflammation, Oxford University Press 1990
- Herausgeber Molecular and cellular biology of cytokines: from the proceedings of the Second International Workshop on Cytokines (Milton Head Island, South Carolina 1989), Wiley-Liss 1990
- Herausgeber mit Stanley Cohen Interleukins, lymphokines, and cytokines: proceedings of the Third International Lymphokine Workshop (Haverford College 1982), Academic Press 1983
- Herausgeber mit David L. Rosenstreich, Michael Potter Cellular functions in immunity and inflammation, Edward Arnold 1981
- Herausgeber mit Stanley Cohen, Edward Pick Biology of Lymphokines, Academic Press 1979
- Herausgeber mit Rosenstreich Mitogens in Immunobiology, Academic Press 1976